# Akira Nozawa
Akira Nozawa (野澤 晁 Nozawa Akira?, 15 de agosto de 1914 - 13 de mayo de 2000) fue un futbolista japonés que se desempeñaba como delantero.
Nozawa fue elegido para integrar la selección nacional de Japón para los Juegos del Lejano Oriente de 1934. En 1934, Nozawa jugó 3 veces y marcó 3 goles para la selección de fútbol de Japón.

## Trayectoria

### Clubes
| Club                  | País  | Año  |
| --------------------- | ----- | ---- |
| Universidad de Waseda | Japón | ???? |

### Selección nacional
| Selección | País  | Año  |
| --------- | ----- | ---- |
| Absoluta  | Japón | 1934 |

## Estadística de equipo nacional
| Selección de Japón | Selección de Japón | Selección de Japón |
| Año                | Part.              | Goles              |
| ------------------ | ------------------ | ------------------ |
| 1934               | 3                  | 3                  |
| Total              | 3                  | 3                  |